# Johannes Michael Dellès
Johannes Michael Dellès (* 6. April 1840 in Lanningen; † 22. Januar 1918) war ein deutscher römisch-katholischer Geistlicher und Mitglied des Deutschen Reichstags.

## Leben
Dellès besuchte das bischöfliche Institut in Bitsch (Lothringen) und studierte Philosophie und Theologie im Seminar zu Metz. Von 1861 bis 1869 war er Kaplan in Saargemünd und von 1869 bis 1872 Pfarrer in Hesdorf. Zwischen 1872 und 1884 war er Domprediger in Metz und seit 1884 Erzpriester und Pfarrer an der Kirche St. Segolena in Metz. Weiter war er Ehrendomherr am Heiligen Grabe zu Jerusalem und im Dom zu Metz sowie bischöflicher Kommissar und Mitglied der Prüfungskommission für Elementarlehrer.
Dellès wurde in einer Ersatzwahl am 24. Juli 1889 als Mitglied des Deutschen Reichstags für den Wahlkreis Elsaß-Lothringen 14 (Metz) gewählt. Er gehörte zur Elsaß-Lothringischen Protestpartei und gehörte dem Reichstag bis 1893 an.